# Petros Rawusis
Petros Rawusis (grec. Πέτρος Ραβούσης; ur. 16 lutego 1954) – grecki piłkarz, występował na pozycji środkowego obrońcy.

## Kariera klubowa
Petros Rawusis większość swojej kariery piłkarskiej spędził w AEK-u Ateny, gdzie grał w latach 1972–1984. Z AEK dwukrotnie zdobył mistrzostwo Grecji w 1978, 1979 oraz Puchar Grecji w 1978 i 1983 oraz dotarł do półfinału Puchar UEFA 1977, w którym uległ późniejszemu zwycięzcy Juventusowi. Ostatnie lata kariery spędził w Levadiakosie.

## Kariera reprezentacyjna
W reprezentacji Grecji Petros Rawusis występował w latach 1976–1981. W 1980 roku uczestniczył w Mistrzostwach Europy 1980, który był pierwszym międzynarodowym sukcesem w historii greckiego futbolu reprezentacyjnego. Na Euro 80 Rawusis wystąpił w zremisowanym 0–0 meczu grupowym z RFN. Ogółem w reprezentacji Hellady wystąpił w 22 meczach.

## Kariera trenerska
Petros Rawusis po zakończeniu kariery piłkarskiej został trenerem. W latach 1996–1997 prowadził AEK Ateny. Z AEK zdobył Puchar Grecji 1996. W późniejszych latach prowadził Paniliakos Pyrgos, Anagennisi Giannitsa, Markopoulo, AEK Larnaka i PAE Weria, nie odnosząc znaczących sukcesów.